# Lappersdorf
Lappersdorf é um município da Alemanha, situado no distrito de Ratisbona, no estado da Baviera. Tem 31,66 km² de área, e sua população em 2019 foi estimada em 13.338 habitantes.